# Sint-Willibrorduskerk (Mill)

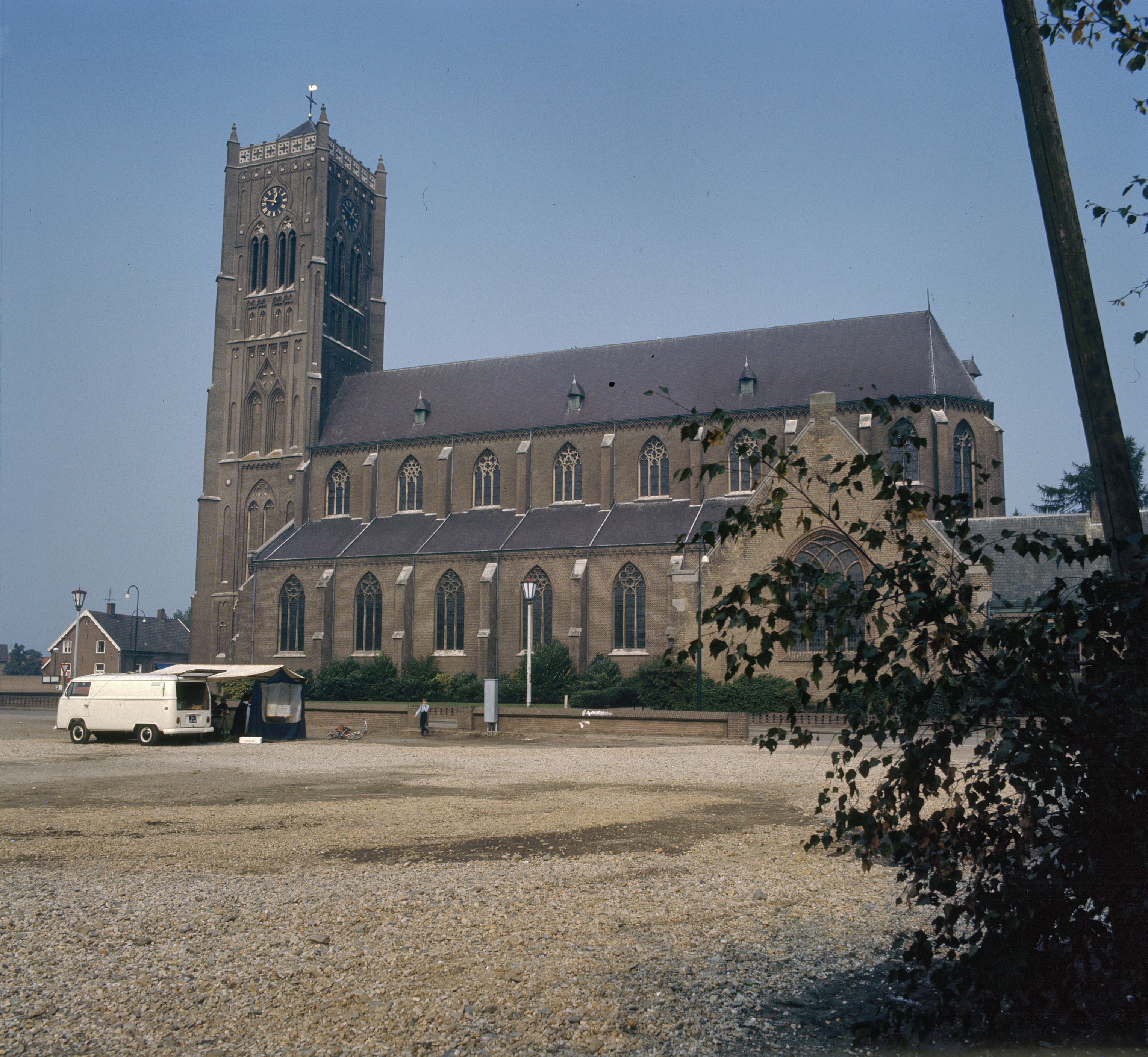
Sint-Willibrorduskerk

De Sint-Willibrorduskerk is de parochiekerk van de tot de Noord-Brabantse gemeente Land van Cuijk behorende plaats Mill, gelegen aan de Kerkstraat 2.

## Geschiedenis
In 1326 werd een aan Sint-Willibrordus gewijde kapel voor het eerst vermeld. Deze was onderhorig aan de parochie van Boxmeer. In 1326 werd Mill een zelfstandige parochie. Het patronaatsrecht kwam toen in handen van de Norbertijnerabdij Marienweerd te Beesd. Omstreeks 1600 was deze abdij vrijwel opgeheven en kwam het patronaatsrecht aan de Abdij van Postel.
In 1648 werd de kerk door de protestanten genaast. Er werden diensten gehouden maar het aantal protestanten was gering en de kerk raakte in verval. De katholieken kerkten in Kasteel Aldendriel totdat ze in 1744 weer een schuurkerk in gebruik konden nemen.
In 1800 kregen de katholieken hun kerk weer terug maar die was in slechte staat. Men bleef de schuurkerk gebruiken en in 1820-1823 werd een nieuwe kerk gebouwd. Ook deze kerk raakte in vervallen staat en in 1877-1878 werd uiteindelijk een neogotisch kerkgebouw opgericht naar ontwerp van Cees van Dijk. In 1939 werden lage dwarsarmen toegevoegd.

## Gebouw
Het betreft een basilicaal bakstenen kerkgebouw met voorgebouwde toren, in neogotische stijl.